# Piper Perabo
Piper Lisa Perabo (Dallas, Texas, 1976. október 31. – ) amerikai színésznő. 
Elsőként a Sakáltanya (2000) című vígjáték-drámával vált ismertté, majd feltűnt A tökéletes trükk (2006) és a Támadás a Fehér Ház ellen 3. – A védangyal bukása (2019) című filmekben is. 2010–2014 között a Kettős ügynök című drámasorozat főszereplője volt, mellyel Golden Globe-díjra jelölték.

## Fiatalkora
A texasi Dallasban született, Toms Riverben, New Jerseyben nőtt fel. Szülei Mary Charlotte (született: Ulland), fizikoterapeuta és George William Perabo, aki a költészet professzora az Ocean County College-on. Perabo családja portugál és norvég származású. Nevét Piper Laurie színésznő után kapta. Két testvére van: Noah (1979. május) és Adam (1981. augusztus). Perabo summa cum laude végzett az Ohio-i Egyetemen, Athensben, Ohioban, színház tagozaton.

## Pályafutása
2000-ben szerepet kapott a Rocky és Bakacsin kalandjai című filmvígjátékban mint Karen Sympathy FBI-ügynök. Következő filmes szerepe a Sakáltanyában volt, Violet "Jersey" Sanfordként, amely alakításáért elnyerte az MTV Movie Award Legjobb zenei pillanat kategória díját a One Way or Another című dallal.
2001-ben főszerepet játszott az Elátkozott szerelem című független kanadai filmben, amelyben egy bentlakásos iskolában tanuló lányt játszott, aki beleszeret az egyik osztálytársnőjébe. A következő évben francia cserediákot alakított a Nagy franc a kis francia című filmben. 2003-ban Bakerék legidősebb lányát, Norát játszotta a Tucatjával olcsóbb című filmvígjátékban, majd két év múlva a folytatásban is.
Jelentősebb filmjei közé tartozik a Belső útvesztő (2003), Az ellenkező nem (2004), Szent György és a sárkány (2004), A barlang (2005), az Egy szoknya, egy szoknya (2005), az Edison (2005), A tökéletes trükk (2006) és a Gazdátlanul Mexikóban (2008).
2009-ben Perabo a Broadway-en mutatkozott be Neil LaBute Reasons to Be Pretty című darabjában. 2009 júniusában kezdte forgatni a Kettős ügynök című kém-drámasorozatot, amelynek főszereplőjét, Annie Walker CIA-ügynököt alakította.
2010. augusztus 20-án Perabo megsebesült a Kettős ügynök egyik epizódjának forgatása közben, miután bejelentették az első évad fináléját. A második évad 2011 nyarán kezdődött. A sorozatbeli alakításáért 2010-ben Golden Globe-díjra jelölték legjobb női főszereplő (drámasorozat) kategóriában.

## Filmográfia

### Film
| Év   | Magyar cím                                        | Eredeti cím                          | Szerep                    | Magyar hang         |
| ---- | ------------------------------------------------- | ------------------------------------ | ------------------------- | ------------------- |
| 1998 |                                                   | Single Spaced                        | A hölgy                   |                     |
| 1999 |                                                   | Knuckleface Jones                    | narancssárga ruhás angyal |                     |
| 1999 | Whiteboys – Érezd a ritmust!                      | Whiteboyz                            | Sara                      | Böhm Anita          |
| 2000 | Rocky és Bakacsin kalandjai                       | The Adventures of Rocky & Bullwinkle | Oltári Randy              | Major Melinda       |
| 2000 | Sakáltanya                                        | Coyote Ugly                          | Violet Sanford "Jersey"   | Majsai-Nyilas Tünde |
| 2001 | Elátkozott szerelem (Szép szédülés)               | Lost and Delirious                   | Pauline 'Paulie' Oster    | Kiss Virág Magdolna |
| 2002 | Nagy franc a kis francia                          | Slap Her... She's French             | Genevieve Le Plouff       | Solecki Janka       |
| 2002 |                                                   | Followers                            | Iris                      |                     |
| 2003 | Belső útvesztő                                    | The i Inside                         | Anna                      | Solecki Janka       |
| 2003 | Tucatjával olcsóbb                                | Cheaper by the Dozen                 | Nora Baker                | Majsai-Nyilas Tünde |
| 2004 | Az ellenkező nem                                  | Perfect Opposites                    | Julia Bishop              | Majsai-Nyilas Tünde |
| 2004 | Szent György és a sárkány                         | George and the Dragon                | Princess Lunna            | Gubás Gabi          |
| 2005 |                                                   | Perception                           | Jen                       |                     |
| 2005 | A barlang                                         | The Cave                             | Charlie                   | Csondor Kata        |
| 2005 | Edison                                            | Edison                               | Willow Summerfield        |                     |
| 2005 |                                                   | Good Morning Baby                    | Gabriella                 |                     |
| 2005 | Tucatjával olcsóbb 2.                             | Cheaper by the Dozen 2               | Nora Baker-McNulty        | Solecki Janka       |
| 2005 | Egy szoknya, egy szoknya                          | Imagine Me & You                     | Rachel                    | Roatis Andrea       |
| 2006 | Véres utcák                                       | 10th & Wolf                          | Brandy                    | Németh Borbála      |
| 2006 | A tökéletes trükk                                 | The Prestige                         | Julia McCullough          | Csondor Kata        |
| 2006 | A jóslat                                          | First Snow                           | Deirdie                   | Mezei Kitty         |
| 2006 |                                                   | Karas: The Prophecy                  | Yurine (hangja)           |                     |
| 2007 | Férjhez mész, mert azt mondtam                    | Because I Said So                    | Mae Wilder                | Solecki Janka       |
| 2007 |                                                   | In Vivid Detail                      | Leslie                    |                     |
| 2008 | Gazdátlanul Mexikóban                             | Beverly Hills Chihuahua              | Rachel Ashe Lynn          | Solecki Janka       |
| 2008 | A Lazarus-terv                                    | The Lazarus Project                  | Lisa Garvey               | Solecki Janka       |
| 2009 | Víruscsapda                                       | Carriers                             | Bobby                     | Nemes Takách Kata   |
| 2009 |                                                   | Sordid Things                        | Tabitha White             |                     |
| 2010 |                                                   | Ashes                                | Bettina                   |                     |
| 2012 | Looper – A jövő gyilkosa                          | Looper                               | Suzie                     | Kerekes Andrea      |
| 2015 | A grizzly birodalma                               | Into the Grizzly Maze                | Michelle                  | Szakács Hajnal      |
| 2017 | Fekete pillangó                                   | Black Butterfly                      | Laura Johnson             | Peller Mariann      |
| 2019 | Támadás a Fehér Ház ellen 3. – A védangyal bukása | Angel Has Fallen                     | Leah Banning              | Ruttkay Laura       |
| 2020 | Spontán                                           | Spontaneous                          | Angela                    |                     |

### Televízió
| Év        | Magyar cím                                   | Eredeti cím                    | Szerep            | Megjegyzések                                        |
| --------- | -------------------------------------------- | ------------------------------ | ----------------- | --------------------------------------------------- |
| 2006      |                                              | The Prestige: Now That's Magic | Julia McCullough  | különkiadás                                         |
| 2007      | Doktor House                                 | House                          | Honey             | 1 epizód                                            |
| 2008      |                                              | Backdrop NYC                   | Leslie            | 1 epizód                                            |
| 2008      |                                              | The Prince of Motor City       | Meg Riley         | tévéfilm                                            |
| 2009      | Esküdt ellenségek: Bűnös szándék             | Law & Order: Criminal Intent   | Calista Haslum    | 1 epizód                                            |
| 2010–2014 | Kettős ügynök                                | Covert Affairs                 | Annie Walker      | főszereplő (75 epizód) és producer                  |
| 2013      | Csoportban marad                             | Go On                          | Simone            | 4 epizód                                            |
| 2016      |                                              | Notorious                      | Julia George      | főszereplő (10 epizód)                              |
| 2016      |                                              | ABC Fall Preview Special       | önmaga/ házigazda | különkiadás                                         |
| 2019      |                                              | Turn Up Charlie                | Sara              | főszereplő (8 epizód)                               |
| 2020      | Los Angeles-i rémtörténetek: Angyalok városa | Penny Dreadful: City of Angels | Linda Craft       | visszatérő szereplő (6 epizód)                      |
| 2021      |                                              | The Big Leap                   | Paula Clark       | főszereplő (11 epizód)                              |
| 2021–     | Yellowstone                                  | Yellowstone                    | Summer Higgins    | 7 epizód                                            |
| 2022      | Milliárdok nyomában                          | Billions                       | Andy              | - 6 epizód (6. évad) - magyar hangja: Solecki Janka |

## Díjak, jelölések
- 2000: Sakáltanya
  - Megnyert díj — MTV Movie Award a legjobb betétdalnak
  - Jelölés — Blockbuster Entertainment Award, legjobb új színésznő
  - Jelölés — MTV Movie Award a legjobb feltörekvő színésznek
- 2003: Tucatjával olcsóbb
  - Jelölés — Teen Choice Award, legjobb csók Ashton Kutcherrel megosztva
- 2011: Kettős ügynök
  - Jelölés — Golden Globe-díj a legjobb női főszereplőnek (drámasorozat)